# فنیل‌بنزیمیدازول سولفونیک اسید
فنیل‌بنزیمیدازول سولفونیک اسید (به انگلیسی: Phenylbenzimidazole sulfonic acid) با فرمول شیمیایی C۱۳H۱۰N۲O۳S یک ترکیب شیمیایی با شناسه پاب‌کم ۳۳۹۱۹ است. که جرم مولی آن ۲۷۴٫۳ g/mol می‌باشد. 